# Joe Kennaway
James « Joe » Kennaway, né le 25 janvier 1905 à Montréal (Canada), et mort le 7 mars 1969 à Johnston (États-Unis), était un joueur canadien de soccer, devenu écossais puis citoyen des États-Unis (en 1948), pays où il officiait comme entraîneur. Il évoluait au poste de gardien de but, au Celtic Glasgow notamment, où il est devenu l'une des légendes du club. Il a joué pour deux sélections nationales, celle de son pays natal, le Canada, et celle de son pays d'adoption, l'Écosse.